# Любимо мое момиче
„Любимо мое момиче“ (на испански: Niña amada mía) е мексиканска теленовела, режисирана от Алфредо Гурола и Клаудио Рейес Рубио, и продуцирана от Анджели Несма Медина за Телевиса през 2003 г. Адаптация е на венецуелската теленовела Las amazonas, създадена от Сесар Мигел Рондон.
В главните роли са Кариме Лосано, Серхио Гойри, Майрин Вилянуева, Ото Сирго, Лудвика Палета и Хулио Манино, а в отрицателните – Ерик дел Кастийо, Мерседес Молто и Хуан Пабло Гамбоа.

## Сюжет
Клементе Сориано се гордее с богатството, силата и семейството си. Той има три красиви дъщери, млада и красива жена и лоялни слуги. Той вярва, че дъщерите му, Исабела, Диана и Каролина, заслужават само най-доброто. Въпреки това, зад маската на любящ баща е човек, готов на всичко, за да получи това, което иска, включително и убийство.
Октавио Уриарте и майка му, Сокоро, са врагове на Клементе, от раждането на първородната му дъщеря. Уриарте са убедени, че Клементе е убил Сервандо, брата на Октавио, за да се сдобие с ранчото „Ла Нориа“ и съпругата му Исабела Лусия. Но само Пас, вярната прислужница и бавачка на дъщерите на Клементе, и Паскуал, управителят на „Ла Нориа“, знаят истината за това, което наистина се е случило между Клементе и Сервандо преди 28 години.
Исабела, най-голямата дъщеря на Клементе, е гордостта и радостта на баща си. Тя е горда и е безскрупулна в бизнеса, точно като баща ѝ. Исабела обича баща си и вярва, че новата му съпруга, Карина, се интересува само от богатството и силата, които печели от брака си с него.
Изабела се сгодява за Сесар, треньор по конен спорт в „Олимпио“, но тя е привлечена от новия ветеринар Виктор Исагире. Виктор е известен ветеринарен лекар, който все още не е законно разведен със съпругата си Консуело, майката на двете му дъщери – Химена и Пилар.
Тъй като Исабела обича Виктор, Карина решава да го съблазни. Въпреки че Виктор обича Исабела, той попада в капана на Карина. Исабела, горделива като баща си, отказва да го изслуша и се връща при Сесар.
За Исабела е болезнено да научи истината за нейното раждане и произход, и тя чувства гняв срещу Пас, бавачката ѝ, че я е лъгала през всичките тези години. В крайна сметка, Клементе признава истината на Исабела. Диана, най-бдителната от сестрите, се връща вкъщи, завършила архитектура.
Без да знае за съперничеството между баща ѝ и Октавио Уриарте, Диана започва да работи в неговата фирма. Дори и след като разбира за враждата им, тя се влюбва в Октавио, който ѝ е бил преподавател в университета. Отначало, това, което разделя двойката, е, че те са от две враждуващи семейства и тяхната възрастова разлика. Освен това, Маурисио, протеже на Октавио, също се влюбва в Диана.
Дори и с всички тези препятствия, Даяна се отдава на любовта на Октавио, но след това осъзнава, че омразата между двете семейства изглежда непреодолима. Октавио, разочарован от Диана, се жени за Мариана, бившата си приятелка. Но след толкова много препятствия Диана и Октавио имат бебе и се събират. Каролина, най-младата от сестрите Сориано, се връща от Съединените щати, където получава образование, за да възобнови връзката си с Рафаел, човек, който само се интересува от нейното богатство.
Въпреки това, Каролина се влюбва в Пабло, сина на Пас, въпреки че го е отхвърляла и унижавала поради неговия статут, в крайна сметка те също се сгодяват. Тъй като вярва, че дъщерите му заслужават нещо по-добро, Клементе унищожава любовния им живот и по невнимание ги отдалечава от себе си. Без намерение Клементе става злодей в историята.
Клементе получава това, което заслужава, когато бракът му се разпада. Той се изолира от дъщерите си, които са най-ценното му. Клементе признава всички грешки, които е направил, и приема начина на живот на дъщерите си, получавайки прошка от тях.

## Актьори
Част от актьорския състав:
- Кариме Лосано – Исабела Сориано Ривера
- Серхио Гойри – Виктор Исагире
- Мерседес Молто – Карина Санчес де Сориано
- Ерик дел Кастийо – Клементе Сориано
- Хуан Пабло Гамбоа – Сесар Фабрегас/Армандо Санчес
- Ото Сирго – Октавио Уриарте
- Майрин Вилянуева – Диана Сориано Ривера
- Лудвика Палета – Каролина Сориано Ривера
- Хулио Манино – Пабло Гусман/Пабло Криойо Гусман
- Роберто Паласуелос – Рафаел Ринкон дел Вайе
- Исаура Еспиноса – Пас Гусман де Криойо
- Роберто Баястерос – Мелчор Ариета
- Антонио Меделин – Паскуал Криойо
- Сокоро Бония – Касилда де Криойо
- Еухения Каудуро – Хулия Морено
- Рафаел дел Вияр – Педро Ландета
- Сесилия Габриела – Консуело Мендиола де Исагире
- Емилия Каранса – Сокоро де Уриарте
- Норма Ласарено – Юдит Алкасар дел Вайе
- Жан – Маурисио Баросио
- Раул Маганя – Данило Дуарте
- Рамиро Торес – Игнасио Фабрегас Морено
- Мария Фернанда Родригес – Химена Исагире Мендиола
- Марихосе Валверде – Пилар Исагире Мендиола
- Виктор Нориега – Сервандо Уриарте
- Марисол Сантакрус – Исабела Лусия Ривера вдовица де Уриарте / де Сориано
- Рафаел Амадор – Густаво Перес
- Серхио Санчес – Ектор Ибара

## Премиера
Премиерата на Любимо мое момиче е на 27 януари 2003 г. по Canal de las Estrellas. Последният 109. епизод е излъчен на 27 януари 2003 г.

## Награди и номинации
Награди TVyNovelas 2003
| Категория                            | Номинация            | Резултат   |
| ------------------------------------ | -------------------- | ---------- |
| Най-добра теленовела                 | Анджели Несма Медина | Номинирана |
| Най-добра актриса в главна роля      | Кариме Лосано        | Номинирана |
| Най-добър актьор в главна роля       | Серхио Гойри         | Номиниран  |
| Най-добра актриса в отрицателна роля | Мерседес Молто       | Номинирана |
| Най-добър актьор в отрицателна роля  | Хуан Пабло Гамбоя    | Номиниран  |
| Най-добра актриса в отрицателна роля | Еухения Каудуро      | Печели     |
| Най-добра първа актриса              | Емилия Каранса       | Номинирана |
| Най-добър пръв актьор                | Ерик дел Кастийо     | Номиниран  |
| Най-добро женско откритие            | Майрин Вилянуева     | Печели     |
| Най-добро мъжко откритие             | Хулио Манино         | Номиниран  |
| Най-добър режисьор                   | Алфредо Гурола       | Номиниран  |

## Версии
- Венецуелската теленовела Las amazonas от 1985 г., с участието на Илда Кареро и Едуардо Серано.
- Венецуелската теленовела Quirpa de tres mujeres, продуцирана за Venevisión през 1996 г., с участието на Федра Лопес и Данило Сантос.
- Венецуелската теленовела Бандитките от 2013 г., с участието на Ана Лусия Домингес и Марко Мендес.
- Мексиканската теленовела Амазонките от 2016 г., продуцирана от Салвадор Мехия Алехандре за Телевиса, с участието на Дана Гарсия, Гретел Валдес и Марилус Бермудес.